# 固德威
固德威技术股份有限公司（上交所：688390，简称：固德威），是中国上海证券交易所的一家上市公司，位于江苏苏州市虎丘区高新区高新区紫金路90号。

## 历史
公司成立于2010年，于2020年9月4日在上海证券交易所挂牌上市。主营业务为太阳能、储能等新能源电力电源设备的研发、生产和销售。。